# Linneryds församling
Linneryds församling är en församling i Tingsryds pastorat i Njudung-Östra Värends kontrakt, Växjö stift och Tingsryds kommun. 
Församlingskyrka är Linneryds kyrka.

## Administrativ historik
Församlingen har medeltida ursprung.
I början av 1590-talet utbröts Södra Sandsjö församling. Fram till 1 maj 1888 bildade dessa två ett pastorat, där Södra Sandsjö dock hade egen kyrkoherde fram till 1696. Från 1888 till 1961 bildade Linneryds församling eget pastorat för att därefter som moderförsamling bilda pastorat med Nöbbele församling. År 1992 bildade församlingen, nu som annexförsamling, pastorat med Södra Sandsjö och Älmeboda församlingar för att 2010 uppgå i Tingsryds pastorat..

## Kyrkoherdar
| Ämbetstid | Namn                                  | Levnadstid | Övrigt |
| --------- | ------------------------------------- | ---------- | ------ |
| 1304      | Haraldus                              |            |        |
| 1327-1341 | Haquinus                              |            |        |
| 1382      | Nicolaus                              |            |        |
| 1555-1579 | Per Börjesson                         |            |        |
| 1580-1601 | Jonas Caroli                          | -1601      |        |
| 1602-1612 | Andreas Petri                         |            |        |
| 1614-1623 | Benedictus Petri (Petreus) Slettensis | -1623      |        |
| 1624-1655 | Petrus Benedicti                      | -1655      |        |
| 1655-1660 | Nicolaus Boetii Nydelius              | -1660      |        |
| 1661-1678 | Nicolaus Erici Osander                | 1602-1678  |        |
| 1678-1726 | Petrus Nicolai Osander                | 1643-1727  |        |
| 1726-1738 | Andreas Osander                       | -1738      |        |
| 1739 1764 | Magnus Petri Stolpe                   | 1697-1764  |        |
| 1766-1773 | Samuel Agrell                         | 1711-1773  |        |
| 1775-1803 | David Ruda                            | 1731-1803  |        |
| 1804-1817 | Samuel Wieselquist                    | 1764-1817  |        |
| 1818-1827 | Johan Wieslander                      |            |        |
| 1827-1860 | Peter Pontén                          | 1779-1860  |        |
| 1861-1869 | Knut Wilhelm Almquist                 |            |        |
| 1871-1884 | Samuel Johan Kronblad                 |            |        |
| 1886-1899 | Gustaf Linnér                         | 1827-1899  |        |
| 1900-1920 | Johan Algot Svensson                  | 1848-1920  |        |
| 1920-     | Klaes Ludvig Lundén                   | 1876-      |        |